# Raevski-Inseln
Die Raevski-Inseln (frz. Îles Raevski) sind eine Inselgruppe im zentralen Bereich des Tuamotu-Archipels in Französisch-Polynesien. Die Gruppe besteht aus den drei kleinen, unbewohnten Atollen Hiti, Tepoto Sud und Tuanake. Administrativ gehören die Inseln zur Gemeinde Makemo und dort zur Teilgemeinde („Commune associée“) Katiu. Die gesamte Landfläche der drei Atolle beträgt knapp 10 km².
Die Raevski-Inseln wurden 1820 vom, in russischen Diensten stehenden, deutschbaltischen Seefahrer Fabian Gottlieb von Bellingshausen entdeckt.